# Dilitio (Star Trek)
Il dilitio (in inglese dilithium) è un minerale immaginario dell'universo fantascientifico di Star Trek, utilizzato nel motore a curvatura come fonte di controllo della reazione materia/antimateria nel nucleo di curvatura.   
Risulta in particolare indispensabile per fornire la grande quantità di energia per la propulsione a curvatura (warp drive) delle navi stellari della Flotta Stellare. Non va confuso con il (vero) dilitio, che è una molecola diatomica del litio: la molecola del dilitio di Star Trek è costituita da due atomi di litio uniti però a uno di tellurio.

## Storia
Nell'universo di Star Trek, prima che venissero scoperte le sue caratteristiche utili per i motori a curvatura (in inglese warp drive), il dilitio era considerato solamente un minerale raro con struttura cristallina insolita, oppure era usato per scopi estetici, come accade su Troyius. La ricerca, l'estrazione, la purificazione del dilitio rappresentano un'attività di gran rilevanza economica, strategica e politica per la Federazione dei Pianeti Uniti.
Nel 2286 Spock scopre che il dilitio esaurito può essere ricristallizzato con l'esposizione ai raggi gamma. In anni successivi si scopre una tecnica di ricomposizione della matrice theta che permette una ricristallizzazione più efficiente. Verso la fine degli anni 2360, le tecniche di ricristallizzazione sono avanzate a un punto tale che è possibile effettuare la ricristallizzazione del dilitio quando si trova nell'alloggiamento della camera di reazione dei motori.

## Caratteristiche
- Abito cristallino: il dilitio allo stato di quiete è un normale cristallo semitrasparente stabile.
- Forma in cui si presenta in natura: cristallina (cristalli di dilitio).

## Origine e giacitura
- Asteroidi interplanetari
- Anomalie spaziali
- Nebulose

## Annichilazione materia-antimateria
L'annichilazione di materia e antimateria è un processo che produce una gran quantità di energia in modo incontrollato; il suo sfruttamento è possibile solamente controllando la reazione attraverso il dilitio. I cristalli del minerale catalizzano e attivano l'annichilazione mediante un allineamento efficace dei due fasci confinati di particelle e antiparticelle. L'allineamento dei due flussi è seguito dalla focalizzazione all'interno del reattore.
Per svolgere la catalisi i cristalli devono essere attivati in continuazione, ma ciò comporta una lenta decristallizzazione del minerale e l'esaurimento delle sue proprietà; anche un sovraccarico produce la distruzione della struttura cristallina, l'esaurimento del dilitio e un'emissione elevata di radiazioni.

## Sinonimi
Radan

## Scheda tecnica
- Densità di elettroni: Densità Bulk: 2,70 gm/cc[1]
- Indice di fermioni[1]: 
  - Fermioni: 0,07
  - Bosoni: 0,93
- Fotoelettricità[1]:
  - PEDilitio: 337,37 barn/elettrone
  - U=PeDilitio x ρ Densità di Elettroni: 910,08 barn/elettroni
- Indice di radioattività: GRapi: 0 (Il dilitio non è radioattivo)[1]

## Citazioni e omaggi
- Un asteroide realmente esistente è stato denominato 35734 Dilithium in omaggio al minerale immaginario di Star Trek.[3].